# 12.ª etapa de la Vuelta a España 2019
La 12.ª etapa de la Vuelta a España 2019 tuvo lugar el 5 de septiembre de 2019 entre Los Arcos y Bilbao sobre un recorrido de 171,4 km y fue ganada en solitario por el belga Philippe Gilbert del Deceuninck-Quick Step. El esloveno Primož Roglič consiguió mantener el maillot rojo de líder.

## Clasificación de la etapa
| \| Clasificación de la etapa \| Clasificación de la etapa \| Clasificación de la etapa \| Clasificación de la etapa \| Clasificación de la etapa \| \| Ciclista \| Ciclista \| Equipo \| Tiempo \| \| \| ------------------------- \| ------------------------- \| ----------------------------- \| ------------------------- \| ------------------------- \| \| 1.º \| Philippe Gilbert \| Deceuninck-Quick Step \| 3 h 48 min 18 s \| \| \| 2.º \| Alex Aranburu \| Caja Rural-Seguros RGA \| + 3 s \| \| \| 3.º \| Fernando Barceló \| Euskadi Basque Country-Murias \| + 3 s \| \| \| 4.º \| José Joaquín Rojas \| Movistar Team \| + 22 s \| \| \| 5.º \| Nikias Arndt \| Team Sunweb \| + 26 s \| \| \| 6.º \| Tosh Van der Sande \| Lotto-Soudal \| + 29 s \| \| \| 7.º \| Cyril Barthe \| Euskadi Basque Country-Murias \| + 29 s \| \| \| 8.º \| Manuele Boaro \| Astana \| + 29 s \| \| \| 9.º \| Tim Declercq \| Deceuninck-Quick Step \| + 29 s \| \| \| 10.º \| Valerio Conti \| UAE Team Emirates \| + 31 s \| \| |                    |                               |                 |
| |                    |                               |                 |
| Fuente: ProCyclingStats |                    |                               |                 |
| Clasificación de la etapa |                    |                               |                 |
| Ciclista | Ciclista           | Equipo                        | Tiempo          |
| 1.º | Philippe Gilbert   | Deceuninck-Quick Step         | 3 h 48 min 18 s |
| 2.º | Alex Aranburu      | Caja Rural-Seguros RGA        | + 3 s           |
| 3.º | Fernando Barceló   | Euskadi Basque Country-Murias | + 3 s           |
| 4.º | José Joaquín Rojas | Movistar Team                 | + 22 s          |
| 5.º | Nikias Arndt       | Team Sunweb                   | + 26 s          |
| 6.º | Tosh Van der Sande | Lotto-Soudal                  | + 29 s          |
| 7.º | Cyril Barthe       | Euskadi Basque Country-Murias | + 29 s          |
| 8.º | Manuele Boaro      | Astana                        | + 29 s          |
| 9.º | Tim Declercq       | Deceuninck-Quick Step         | + 29 s          |
| 10.º | Valerio Conti      | UAE Team Emirates             | + 31 s          |

## Clasificaciones al final de la etapa

### Clasificación general
| \| Clasificación general \| Clasificación general \| Clasificación general \| Clasificación general \| Clasificación general \| \| Ciclista \| Ciclista \| Equipo \| Tiempo \| \| \| --------------------- \| --------------------- \| -------------------------- \| --------------------- \| --------------------- \| \| 1.º \| Primož Roglič \| Team Jumbo-Visma \| 44 h 52 min 08 s \| \| \| 2.º \| Alejandro Valverde \| Movistar Team \| + 1 min 52 s \| \| \| 3.º \| Miguel Ángel López \| Astana \| + 2 min 11 s \| \| \| 4.º \| Nairo Quintana \| Movistar Team \| + 3 min 00 s \| \| \| 5.º \| Tadej Pogačar \| UAE Team Emirates \| + 3 min 05 s \| \| \| 6.º \| Carl Fredrik Hagen \| Lotto-Soudal \| + 4 min 59 s \| \| \| 7.º \| Rafał Majka \| Bora-Hansgrohe \| + 5 min 42 s \| \| \| 8.º \| Nicolas Edet \| Cofidis, Solutions Crédits \| + 5 min 49 s \| \| \| 9.º \| Dylan Teuns \| Bahrain-Merida \| + 6 min 07 s \| \| \| 10.º \| Wilco Kelderman \| Team Sunweb \| + 6 min 25 s \| \| |                    |                            |                  |
| |                    |                            |                  |
| Fuente: ProCyclingStats |                    |                            |                  |
| Clasificación general |                    |                            |                  |
| Ciclista | Ciclista           | Equipo                     | Tiempo           |
| 1.º | Primož Roglič      | Team Jumbo-Visma           | 44 h 52 min 08 s |
| 2.º | Alejandro Valverde | Movistar Team              | + 1 min 52 s     |
| 3.º | Miguel Ángel López | Astana                     | + 2 min 11 s     |
| 4.º | Nairo Quintana     | Movistar Team              | + 3 min 00 s     |
| 5.º | Tadej Pogačar      | UAE Team Emirates          | + 3 min 05 s     |
| 6.º | Carl Fredrik Hagen | Lotto-Soudal               | + 4 min 59 s     |
| 7.º | Rafał Majka        | Bora-Hansgrohe             | + 5 min 42 s     |
| 8.º | Nicolas Edet       | Cofidis, Solutions Crédits | + 5 min 49 s     |
| 9.º | Dylan Teuns        | Bahrain-Merida             | + 6 min 07 s     |
| 10.º | Wilco Kelderman    | Team Sunweb                | + 6 min 25 s     |

### Clasificación por puntos
| Clasificación por puntos | Clasificación por puntos | Clasificación por puntos | Clasificación por puntos | Clasificación por puntos |
| Ciclista                 | Ciclista                 | Equipo                   | Puntos                   |                          |
| ------------------------ | ------------------------ | ------------------------ | ------------------------ | ------------------------ |
| 1.º                      | Primož Roglič            | Team Jumbo-Visma         | 89 pts                   |                          |
| 2.º                      | Nairo Quintana           | Movistar Team            | 70 pts                   |                          |
| 3.º                      | Alejandro Valverde       | Movistar Team            | 61 pts                   |                          |
| 4.º                      | Tadej Pogačar            | UAE Team Emirates        | 61 pts                   |                          |
| 5.º                      | Alex Aranburu            | Caja Rural-Seguros RGA   | 52 pts                   |                          |
| 6.º                      | Sam Bennett              | Bora-Hansgrohe           | 45 pts                   |                          |
| 7.º                      | Miguel Ángel López       | Astana                   | 42 pts                   |                          |
| 8.º                      | Nikias Arndt             | Team Sunweb              | 39 pts                   |                          |
| 9.º                      | Dylan Teuns              | Bahrain-Merida           | 37 pts                   |                          |
| 10.º                     | Fabio Jakobsen           | Deceuninck-Quick Step    | 34 pts                   |                          |

### Clasificación de la montaña
| Clasificación de la montaña | Clasificación de la montaña | Clasificación de la montaña   | Clasificación de la montaña | Clasificación de la montaña |
| Ciclista                    | Ciclista                    | Equipo                        | Puntos                      |                             |
| --------------------------- | --------------------------- | ----------------------------- | --------------------------- | --------------------------- |
| 1.º                         | Ángel Madrazo               | Burgos-BH                     | 32 pts                      |                             |
| 2.º                         | Geoffrey Bouchard           | AG2R La Mondiale              | 21 pts                      |                             |
| 3.º                         | Sergio Luis Henao           | UAE Team Emirates             | 20 pts                      |                             |
| 4.º                         | Alejandro Valverde          | Movistar Team                 | 18 pts                      |                             |
| 5.º                         | Mikel Bizkarra              | Euskadi Basque Country-Murias | 16 pts                      |                             |
| 6.º                         | Jetse Bol                   | Burgos-BH                     | 11 pts                      |                             |
| 7.º                         | Tadej Pogačar               | UAE Team Emirates             | 10 pts                      |                             |
| 8.º                         | Primož Roglič               | Team Jumbo-Visma              | 10 pts                      |                             |
| 9.º                         | Hermann Pernsteiner         | Bahrain-Merida                | 10 pts                      |                             |
| 10.º                        | Wout Poels                  | Team Ineos                    | 9 pts                       |                             |

### Clasificación de los jóvenes
| Clasificación del mejor joven | Clasificación del mejor joven | Clasificación del mejor joven | Clasificación del mejor joven | Clasificación del mejor joven |
| Ciclista                      | Ciclista                      | Equipo                        | Tiempo                        |                               |
| ----------------------------- | ----------------------------- | ----------------------------- | ----------------------------- | ----------------------------- |
| 1.º                           | Miguel Ángel López            | Astana                        | 44 h 54 min 19 s              |                               |
| 2.º                           | Tadej Pogačar                 | UAE Team Emirates             | + 54 s                        |                               |
| 3.º                           | Sergio Higuita                | EF Education First            | + 8 min 10 s                  |                               |
| 4.º                           | James Knox                    | Deceuninck-Quick Step         | + 13 min 06 s                 |                               |
| 5.º                           | Ruben Guerreiro               | Katusha-Alpecin               | + 14 min 43 s                 |                               |
| 6.º                           | Kilian Frankiny               | Groupama-FDJ                  | + 16 min 52 s                 |                               |
| 7.º                           | Daniel Felipe Martínez        | EF Education First            | + 19 min 43 s                 |                               |
| 8.º                           | Óscar Rodríguez Garaicoechea  | Euskadi Basque Country-Murias | + 21 min 13 s                 |                               |
| 9.º                           | Cristián Rodríguez            | Caja Rural-Seguros RGA        | + 31 min 27 s                 |                               |
| 10.º                          | Niklas Eg                     | Trek-Segafredo                | + 31 min 46 s                 |                               |

### Clasificación por equipos
| Clasificación por equipos | Clasificación por equipos     | Clasificación por equipos | Clasificación por equipos |
| Equipo                    | Equipo                        | Tiempo                    |                           |
| ------------------------- | ----------------------------- | ------------------------- | ------------------------- |
| 1.º                       | Movistar Team                 | 133 h 42 min 43 s         |                           |
| 2.º                       | Astana                        | + 22 min 01 s             |                           |
| 3.º                       | Team Jumbo-Visma              | + 39 min 34 s             |                           |
| 4.º                       | Mitchelton-Scott              | + 1 h 10 min 28 s         |                           |
| 5.º                       | AG2R La Mondiale              | + 1 h 10 min 33 s         |                           |
| 6.º                       | Euskadi Basque Country-Murias | + 1 h 17 min 11 s         |                           |
| 7.º                       | EF Education First            | + 1 h 33 min 08 s         |                           |
| 8.º                       | Team Sunweb                   | + 1 h 38 min 02 s         |                           |
| 9.º                       | UAE Team Emirates             | + 1 h 39 min 28 s         |                           |
| 10.º                      | Trek-Segafredo                | + 1 h 39 min 45 s         |                           |

## Abandonos
- Benjamin Thomas, con fiebre y una angina bacteriana, no tomó la salida.[2]